# 景林投资
景林投资成立于2004年6月，是一家位于浦东新区的风险投资和私募基金公司。截止2023年，公司资产管理规模达200亿美元。

## 投资案例
风险投资案例包括滴滴，美团，携程等。
其他领域的投资包括南京扬子医院，上海仁济医疗管理公司等。

## 历史
2004年，蒋锦志在上海创办上海景林资产有限公司。
2005年，景林投资在香港开设办公室。
2010年，景林投资创建私募股权基金管理公司。
2014年8月，景林投资成为第一个获得人民币QFII牌照的机构投资者。
2015年，景林投资资产管理规模已达50亿美元，其Golden China基金获得累计1,496%的回报。
2023年6月，景林股权投资原董事长高斌被逮捕。